# Micrurus gallicus
Micrurus gallicus — викопний вид змій родини аспідових (Elapidae), що жив у Європі в міоцені (20-11,1 млн років тому).

## Опис
Micrurus gallicus відомий за викопними рештками (кількома хребцями), що датуються кінцем середнього міоцену та були знайдені у Франції, в тріщині La Grive M. Пізніше рештки змії (один прекаудальний хребець), яка була ідентифікована як Micrurus cf. gallicus, були знайдені поблизу села Грісбеккерцелль в Айхаху, Баварія, Німеччина. Рештки цієї змії були знайдені разом з рештками двох видів кобр — Naja romani та Naja depereti, а також з рештками змій Mionatrix та Palaeopython.